# 圣让当格勒
圣让当格勒（法語：Saint-Jean-d'Angle，法語發音：[sɛ̃ ʒɑ̃ dɑ̃ɡl]）是法国滨海夏朗德省的一个市镇，位于该省西部，属于罗什福尔区。

## 地理
圣让当格勒（45°49'8"N, 0°56'48"W）面积21.61 平方千米，位于法国新阿基坦大区滨海夏朗德省，该省份为法国西部滨海省份，北起旺代省，西临大西洋，南至吉倫特省，东南接多爾多涅省，东北接德塞夫勒省接壤，东临夏朗德省。
与圣让当格勒接壤的市镇（或旧市镇、城区）包括：博热、香槟、拉格里普里-圣桑福里安、圣阿尼昂、圣瑞斯特-吕扎克、马雷讷-耶尔斯-布鲁阿日。

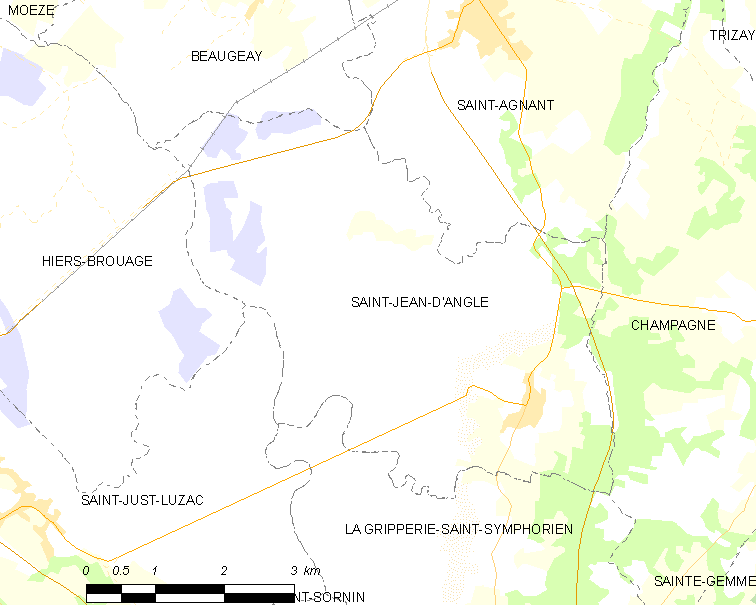
圣让当格勒的OSM定位图

圣让当格勒的时区为UTC+01:00、UTC+02:00（夏令时）。

## 行政
圣让当格勒的邮政编码为17620，INSEE市镇编码为17348。

## 政治
圣让当格勒所属的省级选区为马雷讷县。

## 人口

1962-2008年间圣让当格勒人口变化图示

圣让当格勒于2022年1月1日时的人口数量为698人。